# Magnolia acuminata
Pour les articles homonymes, voir Arbre à cornichons.
Espèce
Statut de conservation UICN

 LC  : Préoccupation mineure
Magnolia acuminata, l’Arbre à concombres, est une espèce de plantes à fleurs de la famille des Magnoliaceae. C'est un arbre originaire d'Amérique du Nord.

## Description
Avec une silhouette conique, il peut atteindre une hauteur de 25 mètres. Son port est dressé puis s'étale en vieillissant. Les feuilles pointues sont vert vif sur le dessus et ont une longueur d'environ 22 centimètres. Au début de l'été, des fleurs jaune-vert d'une dizaine de centimètres apparaissent, disséminées dans le feuillage. Les fruits sont rose vif puis rouges, semblables à de petits comcombres.

## Répartition et habitat
Cet arbre, assez rare, se trouve dans l'Est de l'Amérique du Nord, de l'Ontario à la Floride. Bien qu'il puisse donc bénéficier d'un climat doux, c'est l'un des magnolias les plus résistants au froid.

### Historique
Envoyé par John Bartram à Peter Collinson en 1736.

## Liste des variétés
Selon World Checklist of Selected Plant Families (WCSP) (30 décembre 2013) :
- Magnolia acuminata (L.) L., Syst. Nat. ed. 10 (1759)
  - Magnolia acuminata var. acuminata
  - Magnolia acuminata var. subcordata (Spach) Dandy (1964)